# ハイレ・ゲブレセラシェ
ハイレ・ゲブレセラシェ（アムハラ語: ኃይሌ ገብረ ሥላሴ、ラテン文字転写: haylē gebre silassē 、Haile Gebrselassie、1973年4月18日 - ）は、エチオピアの陸上選手。専門は長距離走・マラソン。
彼の名前は「ハイレ」が本人の名前、「ゲブレセラシェ」は姓（ファミリーネーム）ではなく父親の名前（父称）である（人名#その他の文化圏における名前を参照）。その意味では本人を特定するのに「ゲブレセラシェ」と略するのは正しくないが、日本も含めたマスメディアにおいてはこれを姓とみなして表記することが多い。「ゲブレセラシェ」は日本語では「ゲブレシラシエ」とも表記される。

## 経歴・人物
身長164cmと小柄ながら圧倒的な強さで『皇帝』と呼ばれる、エチオピアの国民的英雄である。5000m、10000m、ハーフマラソン、マラソンの元世界記録保持者。
1992年9月18日、世界ジュニア陸上競技選手権大会の10000メートル走において優勝したが、レース中にもかかわらずゴール直前に殴りかかられるという前代未聞の事件の当事者となった。これは、あまりに前に出ずトップの選手にぴったりとくっつく、いわゆるコバンザメのような走法に徹し、なおかつゴール直前に1位の選手を抜き去ったためである。引っ張り役を押しつけられ苛立ったケニア選手（ジョセファト・マチュカ）は、後ろからハイレの背中を殴打して突き飛ばしたが、そのまま2人ともゴールした。なお、この事件によりマチュカは失格となり、順位が繰り上がった渡辺康幸が銅メダルを獲得している。
10000m走において1993年から1999年まで世界陸上4連覇を果たし、1996年アトランタオリンピック・2000年シドニーオリンピックでも2連覇。
1998年にはワールド・アスレチック・ガラで年間最優秀選手に選ばれる。
5連覇を狙ったエドモントン世界陸上では、故障明けの影響で銅メダルに終わる。2004年アテネオリンピックは直前の故障による影響で5着に終わり、ロードレースへの転向を宣言する。
マラソン初出走の2002年ロンドンマラソンでは3位に終わったが、2005年、2度目のアムステルダムマラソンでマラソン初優勝を果たした。
2005年には10マイルの世界記録を更新する。2006年はハーフマラソンとIAAF非公認の25km走で世界記録を出す（ハーフマラソンの記録は翌年にサムエル・ワンジルに更新される）。2007年はロンドンマラソンを30kmで途中棄権したが、ベルリンマラソンではトラックでも長年ライバルであるポール・テルガトの世界記録(2時間4分55秒)を破る2時間4分26秒の世界新記録（当時）をマークした。
2008年3月10日、金メダルの最有力候補と目されていた北京オリンピックマラソン競技について、北京市の大気汚染が持病の喘息に悪影響を及ぼす恐れがあるとして10000mでの参加に切り替えた。しかし、実際に北京に来ると澄んだ空を見て「北京市の大気の状況は想像以上によく、（マラソン）欠場を後悔している」と述べた。
北京オリンピック10000mでは途中先頭に立つ場面もあったものの、第6位に終わった。尚、同種目の第1位と第2位は後輩のケネニサ・ベケレ、シレシ・シヒネであり、エチオピア勢ワンツーフィニッシュをお膳立てした形になった。
2008年9月28日、ベルリンマラソンに出場、自らが保持するマラソン世界記録を新たに塗り替える2時間3分59秒のタイムで優勝した。この記録は、2011年のベルリンマラソンにてパトリック・マカウに抜かれるまで世界記録として君臨した。
2010年には毎年1月に行われるドバイマラソンの3連覇を達成。同マラソンでは世界記録達成者に100万ドルのボーナスが支払われることになっているが、自らの記録は抜けず、ボーナス獲得には至らなかった。同年11月7日に行われたニューヨークシティーマラソンでは25キロ付近で右膝の不調のため棄権した。

## ハイレのマラソン世界最高記録
- 2時間04分26秒：2007年9月30日 ベルリンマラソン

|            | 5km   | 10km  | 15km  | 20km  | ハーフ  | 25km    | 30km    | 35km    | 40km    | ゴール  |
| ---------- | ----- | ----- | ----- | ----- | ------- | ------- | ------- | ------- | ------- | ------- |
| タイム     | 14:44 | 29:27 | 44:16 | 59:10 | 1:02:29 | 1:14:05 | 1:28:56 | 1:43:38 | 1:58:08 | 2:04:26 |
| スプリット | 14:44 | 14:43 | 14:49 | 14:54 |         | 14:55   | 14:51   | 14:42   | 14:30   | 6:18    |

- 2時間03分59秒：2008年9月28日 ベルリンマラソン

|            | 5km   | 10km  | 15km  | 20km  | ハーフ  | 25km    | 30km    | 35km    | 40km    | ゴール  |
| ---------- | ----- | ----- | ----- | ----- | ------- | ------- | ------- | ------- | ------- | ------- |
| タイム     | 14:35 | 29:13 | 44:03 | 58:50 | 1:02:05 | 1:13:41 | 1:28:27 | 1:43:05 | 1:57:34 | 2:03:59 |
| スプリット | 14:35 | 14:38 | 14:50 | 14:47 |         | 14:51   | 14:46   | 14:38   | 14:29   | 6:25    |

## 主な成績
- 1992年 世界ジュニア陸上競技選手権大会 5000メートル&10000メートル 金メダル
- 1993年 世界陸上 5000メートル 銀メダル、10000メートル 金メダル
- 1995年 世界陸上 10000メートル 金メダル
- 1996年 アトランタオリンピック 10000メートル 金メダル
- 1997年 世界陸上 10000メートル 金メダル
- 1997年 世界室内陸上 3000メートル 金メダル
- 1999年 世界陸上 10000メートル 金メダル
- 1999年 世界室内陸上 1500メートル 金メダル、3000メートル 金メダル
- 2000年 シドニーオリンピック 10000メートル 金メダル
- 2001年 世界陸上 10000メートル 銅メダル
- 2001年 世界ハーフマラソン 金メダル
- 2003年 世界陸上 10000メートル 銀メダル
- 2003年 世界室内陸上 3000メートル 金メダル
- 2008年 北京オリンピック 10000メートル 6位

| 年   | 大会                       | 開催国           | 成績 | タイム          |
| ---- | -------------------------- | ---------------- | ---- | --------------- |
| 2002 | ロンドンマラソン           | イギリス         | 3位  | 2:06:35         |
| 2005 | アムステルダムマラソン     | オランダ         | 優勝 | 2:06:20         |
| 2006 | ロンドンマラソン           | イギリス         | 9位  | 2:09:05         |
| 2006 | ベルリンマラソン           | ドイツ           | 優勝 | 2:05:56         |
| 2006 | 福岡国際マラソン           | 日本             | 優勝 | 2:06:52         |
| 2007 | ロンドンマラソン           | イギリス         | DNF  | -               |
| 2007 | ベルリンマラソン           | ドイツ           | 優勝 | 2:04:26(世界新) |
| 2008 | ドバイマラソン             | アラブ首長国連邦 | 優勝 | 2:04:53         |
| 2008 | ベルリンマラソン           | ドイツ           | 優勝 | 2:03:59(世界新) |
| 2009 | ドバイマラソン             | アラブ首長国連邦 | 優勝 | 2:05:29         |
| 2009 | ベルリンマラソン           | ドイツ           | 優勝 | 2:06:08         |
| 2010 | ドバイマラソン             | アラブ首長国連邦 | 優勝 | 2:06:09         |
| 2010 | ニューヨークシティマラソン | アメリカ合衆国   | DNF  | -               |
| 2011 | 東京マラソン               | 日本             | DNS  | -               |
| 2011 | ベルリンマラソン           | ドイツ           | DNF  | -               |
| 2012 | 東京マラソン               | 日本             | 4位  | 2:08:17         |
| 2012 | 福岡国際マラソン           | 日本             | DNF  | -               |